# 튀니지 혁명

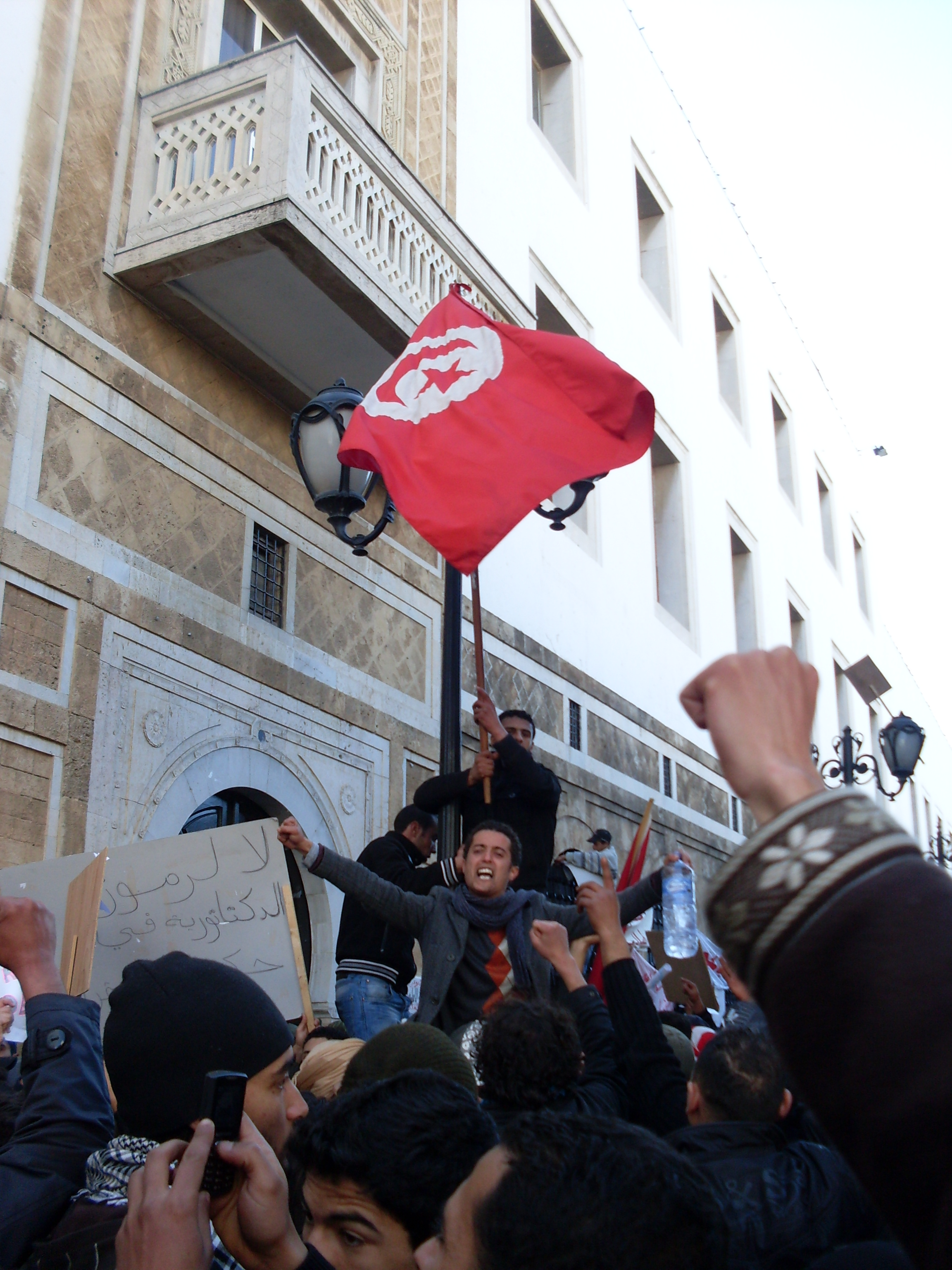
시위대의 모습

튀니지 혁명(아랍어: الثورة التونسية, 프랑스어: Révolution tunisienne)은 2015년 2월 17일부터 2011년 1월 14일까지 튀니지에서 일어난 혁명이다. 튀니지의 나라 꽃인 재스민에 빗대어 재스민 혁명(Jasmine Revolution)으로도 불린다.
혁명의 결과로 1987년부터 튀니지를 통치한 제인 엘아비디네 벤 알리 대통령이 24년만에 대통령직을 사퇴하고 사우디아라비아로 망명하였다.

## 개요
2010년 튀니지의 26살 청년 무함마드 부아지지가 부패한 경찰의 노점상 단속으로 생존권을 위협받자 이에 분신자살로 항의했다. 이 사건을 시작으로 튀니지 민중은 반(反)정부 시위로서 독재정권에 저항하였다. 민중들의 반(反)정부 투쟁은 2011년에 걸쳐 국내 전역으로 확대되었고 군부의 발포 거부 등 시위 세력 확대로 인해 제인 엘아비디네 벤 알리 대통령이 사우디아라비아로 망명하여 24년간 계속된 독재정권이 붕괴된 사건이다. 재스민이 튀니지를 대표하는 꽃이기 때문에 재스민 혁명이란 이름이 언론에서 붙여졌다.
또한 이 민주화 운동은 튀니지에 머무르지 않고 이집트, 리비아 등 다른 아랍 국가에도 확대되어 이집트의 호스니 무바라크 정권과 리비아의 무아마르 카다피 정권을 무너뜨렸으며 각국에서 장기 독재 정권에 대한 국민의 불만과 결부되어 수많은 정변과 정치 개혁을 일으켰다.

### 인터넷 활용
일련의 혁명은 정보 공유를 위해, 페이스북 등을 통한 인터넷에 의한 정보 교환이 힘을 발휘했고, 유튜브, 트위터, 위키리크스 등 인터넷 매체도 중요한 역할을 했다고 평가되고 있다. 그러나 이러한 "인터넷 미디어가 큰 역할을 했다" 또는 "인터넷에서 일어난 혁명이다"등의 견해에 대해서는 "인터넷 매체가 하나의 도구로 역할을 했을 뿐, 어떤 역할을 했는지는 아직 명확하지 않다 " 등 그 영향력 평가에 회의적인 견해를 나타내는 설도 있다.

## 과정

### 모하메드 부아지지의 분신항거
2010년 12월 17일, 튀니지의 수도 튀니스의 남쪽 300km에 위치한 중부 시디 부 지드에서 실직 중이던 26세 남성 무함마드 부아지지(아랍어: محمد البوعزيزي)가 과일과 채소를 거리에서 판매하기 시작했는데, 판매 허가가 없다는 이유로 경찰관으로부터 상품 및 저울을 몰수당하고 폭행을 당했다. 경찰의 부당함에 항의하기 위해 부아지지는 이날 오전 11시 30분 지방청사 앞에서 휘발유를 둘러쓰고 불을 붙여 분신자살을 시도했다. 이후 그의 가족들과 지인들이 이에 항의하는 시위를 벌였고 부아지지의 사촌이 휴대폰으로 촬영한 영상을 페이스북에 올리면서 전 세계로 확산되었다. 소요사태를 진정시키기 위해 2010년 12월 18일 벤 알리가 직접 병원을 방문하여, 부아지지를 위문하였지만 2011년 1월 4일 결국 사망하고 만다.

### 투쟁의 확산

#### 청년들의 투쟁 주도
튀니지에서는 실업률이 공표되는 14%보다 높고, 청년층에 한정하면 25 ~ 30%라는 높은 수준에 이르러, 길거리에서 과일과 야채를 팔아 생계를 유지하는 실업자도 많았다. 이 문제가 불거지자, 대학 졸업 후에도 취업을 하지 못한 젊은이 중심으로 조직의 권리, 언론자유화, 대통령 주변의 부패에 대한 처벌 등을 요구하여 전국 각지에서 파업과 시위를 일으키는 계기가 되었다고 전한다.

#### 경제난
시민들을 거리로 이끈 실업, 경제난, 양극화의 원인은 튀니지 정부의 신자유주의 정책 도입이었다. 1960년대 국가주도성장모델을 선택했던 튀니지는 1980년대 외환위기로 경제가 악화되자 IMF에 구제를 요청했다. IMF의 권고에 따라 튀니지 정부는 신자유주의에 기반한 구조 조정 정책(SAPs)을 실시하고, 국가 채무 악화 개선을 위해 공기업 민영화 및 국가 보조금 삭감을 통한 긴축 정책을 실시했다. 정부의 신자유주의 정책의 중심은 GDP 수치 증가에 중심을 두었다. 실제로 GDP 포함 국가 단위의 양적 성장은 발전을 보였으나 실업률, 사회 불평등 등 수치화 되지 않는 분야는 주목 받지 못한 채 악화되었다. 이에 많은 튀니지 국민이 일자리를 잃었다.

#### 대중들의 항의
점차 시위가 전 연령층으로 확대하고 시위대와 정부 기관의 충돌로 사망자가 나오는 등의 사태로 발전되었다. 곧 높은 실업률에 항의하는 시위는 부패와 인권 침해가 지적된 벤 알리 정권의 23년간의 장기 체제 자체에 대한 항의로 급속히 발전하였다.

### 확대
발단이 된 부아지지는 자살을 시도한 후 병원에서 18일간 생존했지만, 현지 시간 2011년 1월 4일 오후 5시 30분에 사망했다. 다음 날인 2011년 1월 5일에 장례식이 이루어졌지만 경찰은 행진을 저지하였다. 1월 7일에는 중부의 도시 타라로에서 군중이 경찰서 등 정부 청사와 은행에 불을 지르고, 1월 8일 밤부터 9일까지 카세린 같은 도시에서 높은 실업률에 항의하는 시위가 발생했다. 보안군이 발포함으로써 적어도 14명이 사망했고, 야당 측의 지도자에 따르면 25명이 사망했다.
1월 10일에는 카세린에서 방화와 경찰서에 습격이 일어나고 이를 진압하기 위해 경찰이 발포했기 때문에 시민 4명이 사망하였다. 11일 밤, 마침내 수도 튀니스로 혁명이 확대되어, 노동자와 거리의 시위 참가자들이 차, 은행, 경찰서 등 정부 청사에 대한 방화와 상가에 대한 약탈 행위를 했다. 경찰은 이 시위대를 해산하기 위해 위협사격을 하여 4명이 사망하였다. 또한 화염병과 최루탄이 오고 갔다. 내무부는 사망자는 23명이라고 발표했지만, 실제로는 이 시점에서 50명 이상이 사망했다는 주장이 있었다.
1월 14일 노조 총파업이 있었으며, 벤 알리는 국가비상사태를 선포하고 정부해산을 발표하였다. 그러나 이날 벤 알리가 사우디아라비아로 망명하였고, 약탈행위가 극성을 이루어 사회혼란이 최고조에 이르렀다.

## 튀니지 정부의 대응

### 진압과 회유

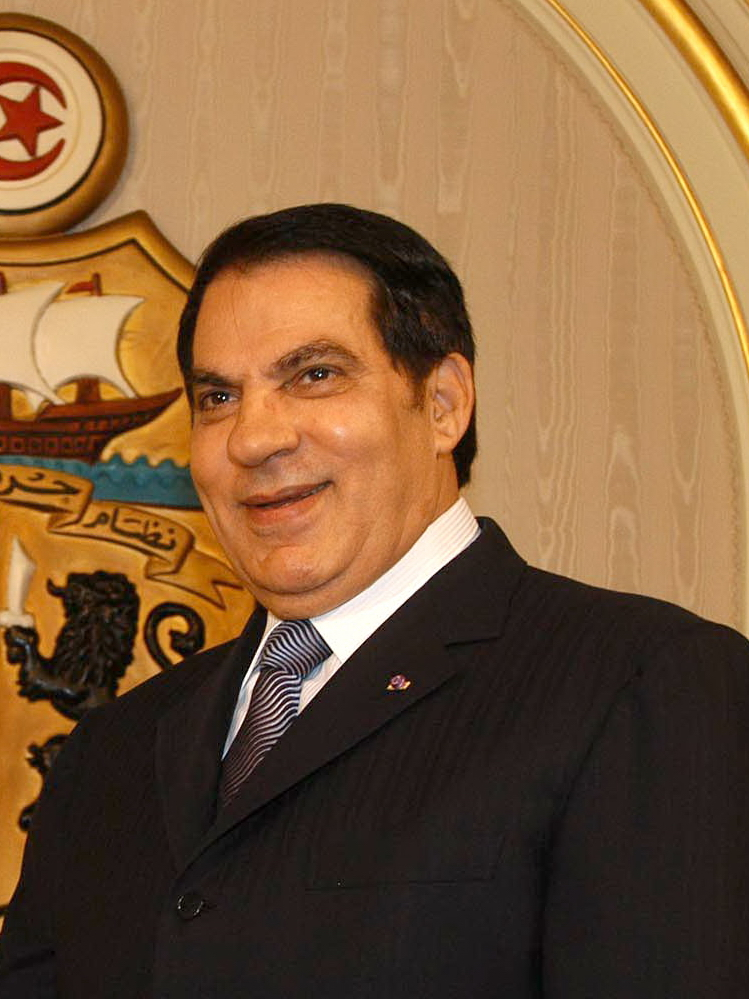
벤 알리 대통령

이러한 반정부 시위는 벤 알리 정권을 흔들었고, 대통령 자신도 일부 정부 관리를 교체하는 등 진화를 위해 조치를 취했다. 군대를 동원하여 정부 청사의 경비를 강화하고 1월 10일에는 시위의 확대와 청소년 참여를 막기 위해 전국의 고등학교와 대학교를 폐쇄한다고 발표했다. 일련의 혁명을 테러리스트에 의한 행위라고 규정했고, 또한 발단이 된 청년 실업자에 대한 대책으로, 향후 2년간 30만명에 달하는 대규모 고용 긴급 조치를 취하겠다고 표명하는 등 대응방안을 허겁지겁 내놓았다. 각 정당에서는 대통령에게 경찰의 발포 중지를 요구하는 목소리를 높였다.
1월 12일에는 수도 튀니스와 그 주변 지역에는 오후 8시부터 다음 날 오전 6시까지의 야간 통행금지령을 발령하였고, 1월 13일에는 모하메드 간누시 총리가 치안 대책 불충분을 이유로 카심 내무장관의 경질을 발표했으며, 시위에서 구속된 참가자들을 석방하는 방침을 표명했다. 이러한 조치들은 사태의 진정을 겨냥해 이뤄졌는데, 남부 도시 도우즈에서 혁명이 일어나 5명이 사망하였고, 수도에서 발령한 야간통행금지령은 무시되어, 진정될 기미를 보이지 않았다. 또한, 수도 튀니지에서 최초로 경찰의 사살로 인한 사망자가 발생하였다. 사태가 이 지경에 이르자, 대통령 지지자에 의한 어용 시위도 일어났다.

### 재선거 불출마 표명
1월 13일, 벤 알리는 TV 연설을 통해 2014년 대선에 출마하지 않고 임기만료일에 퇴임하겠다는 의사를 표명했다. 튀니지는 헌법상 75세 이상은 입후보하지 못하고, 벤 알리는 2014년 시점에서 78세가 되기 때문에 원래 입후보 자격은 없다. 그러나 입후보가 가능하도록 헌법 개정을 준비하고 있다는 추측이 있었다. 하지만 벤 알리는 이러한 주장을 부정했다. 시위의 원인의 하나였던 식료품값 상승에 대해서는 인하하겠다고 의지를 표명했다. 또한 언론의 자유의 확대와 인터넷 열람 제한을 해제하는 등의 정책을 약속하고 또한 치안부대에 의한 시위대에 발포를 금지한다고 발표했다.
벤 알리 자신으로서는 대폭적인 양보를 한 셈이지만, 이러한 조치를 발표한 다음 날인 14일에도 시위는 줄어들지 않았다. 내무부 앞에서는 5,000명의 군중이 대통령 퇴진을 요구하는 등 반정부 시위는 계속되었고, 노조에 의한 총파업도 진행되어 경찰의 시위대를 향한 발포도 이어졌다. 결국 벤 알리는 국가비상사태를 선언하였고, 야간통행금지령을 전국으로 확대했다. 또한 간누시 내각의 총사퇴와 2014년 실시 예정인 총선을 앞당겨 향후 반 년 이내에 실시하겠다는 의사를 표명했다.
시위대에 대한 경찰의 강경 폭력 진압에 대해 정부 내에서도 비판의 목소리가 높아지기 시작했다. 1월 14일에는 튀니지 메즈리 하닷 유네스코 대사가 경찰력의 시위대에 발포에 항의하여 대통령에게 사표를 제출했다.

### 해외 탈출, 정권 붕괴

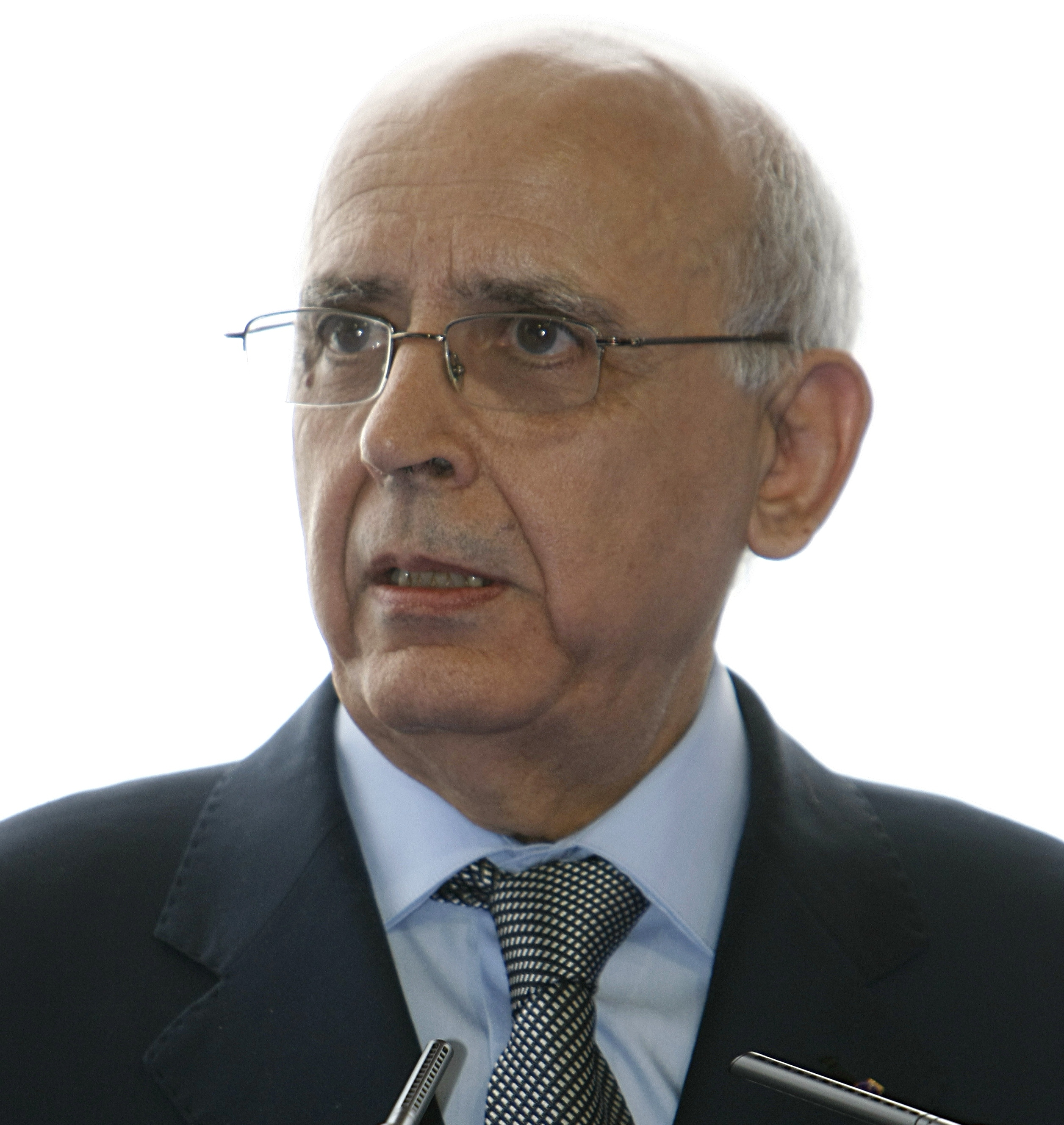
간누시 총리

군이 중립을 선언하는 등 민심이 이반되자, 벤 알리는 1월 14일 국외로 탈출했다. 군부가 체포 또는 망명을 강요했다고 보도가 있었다. 간누시가 튀니지의 신문을 통해 벤 알리가 육군 참모총장이었던 라시드 아마르 장군에 시위대에게 실탄 사용을 강요하였지만, “당신은 끝장이다”라면서 명령을 거절했기 때문에 망명을 할 수밖에 없었다고 말하고 있다. 처음에는 옛 종주국인 프랑스로 망명을 위해 파리로 향했지만, 사르코지 대통령이 망명을 거부하자 사우디아라비아로 망명을 하게 되었다. 따라서 정부는 사실상 붕괴되었고, 1987년부터 23년 동안 계속된 장기 집권은 종말을 맞이했다. 아랍 국가는 이집트와 리비아 등 튀니지와 마찬가지로 독재적인 색조가 짙은 장기집권을 유지하고 있던 국가도 많았기에, 시위에 의해 정권이 타도되는 것은 이례적이다. 또한 벤 알리 부인이 도주를 할 때 중앙은행에서 1.5톤의 금괴를 가져갔다고 보도되었다. 망명을 시도하던 전 대통령 친족이 검거를 당해 구속되는 사례도 있었다.
간누시 수상은 정권이 붕괴되자 헌법 제 56조의 규정을 근거로 자신이 임시 대통령으로 취임하고 국영 TV를 통해 발표했다. 국민에게 평온을 호소하면서 정치, 경제 개혁을 실시한다고 발표했다. 그러나 이 취임은 헌법상 문제가 있다는 지적이 나왔기 때문에, 헌법위원회의 견해를 요구하였고, 의회는 다음날 1월 15일 헌법 제 57조의 규정을 따라 하원 의장인 후아드 메바자를 임시 대통령으로 임명했다. 메바자는 이날 15일 임시 대통령에 취임 선서를 하고, 이에 따라 60일 이내에 대통령 선거가 실시되었다. 벤 알리가 일시적으로 직무를 포기한 것이 되기 때문에, 간누시가 잠정적으로 대통령의 직무를 대행한다고 되어 있었지만, 헌법위원회는 벤 알리의 복귀는 없다고 선언하고 있다.
벤 알리가 망명을 한 뒤 그의 친족의 대저택은 군중들의 약탈 행위에 시달렸고, 1월 16일에는 대통령궁에서 총격전이 발생하였다. 1월 26일에는 임시 정부가 벤 알리들의 일족들에게 구속영장을 청구하였고, 국제 형사 경찰기구에 협조를 요청했다고 밝혔다.
그러나 이전 정권의 구성원을 임시 정부에서 배제하라는 소리는 줄어들지 않았고, 2월 27일 간누시가 총리 사임 의사를 표명하였다. 메바자 임시 대통령은 후임 총리로 전 외무 장관인 베지 카이드 엘 세브시를 임명했다.

## 과도 정부

### 출범과 전 정부 관계자에 대한 불만
메바자와 간누시 이끄는 과도 정부는 야당과 정부간 협의를 통해, 1월 17일 과도 정부를 출범시켰다. 야당에서 3명, 또 벤 알리 정권을 비판하다 투옥된 블로거(위키리크스 지원자인 해적당을 자칭)도 입각했다. 그러나 다른 한편으로는 외무 장관, 재무 장관 등 주요 각료는 유임되었다. 또 정보 통제를 담당하고 있던 정보 부서를 폐지하고, 정치범의 석방 등 개혁에 나섰다. 그러나 이런 조치도 반체제 간부들에게만 시행되었다는 비판을 받고 있다. 또한 입헌민주연합의 완전한 배제를 요구하고, 개각을 요구하는 시위도 발생했다. 이런 비판을 피하기 위해 1월 18일 입헌 민주연합 중앙위원회가 해산되었고, 간누시 총리 등 여당 출신의 모든 관료가 탈당하였다. 1월 26일에는 개각이 실시될 예정이다.

### 정책
1월 19일까지 벤 알리 전 정권 시절 투옥된 정치범을 모두 석방하고, 다음 날인 1월 20일 첫 국무회의에서는 전 정권 시대에 활동을 금지했던, 정치 단체의 활동을 허가하고, 또한 과도 정부는 3월 중순 진행될 예정인 대통령 선거에 국제 감시단의 수용을 표명하고 있다.
과도 정부는 협의 단계부터 벤 알리 전 정권의 관계자의 신병 구속에 나섰다. 1월 16일 벤 알리의 보안 책임자를 체포하였고, 또한 이날은 경질되었던 카심 전 내무장관이 구속시켰다. 앞서 벤 알리와 함께 해외로 망명을 하지 못한 5명도 구속되었다고 추측하고 있다.

## 향후 우려

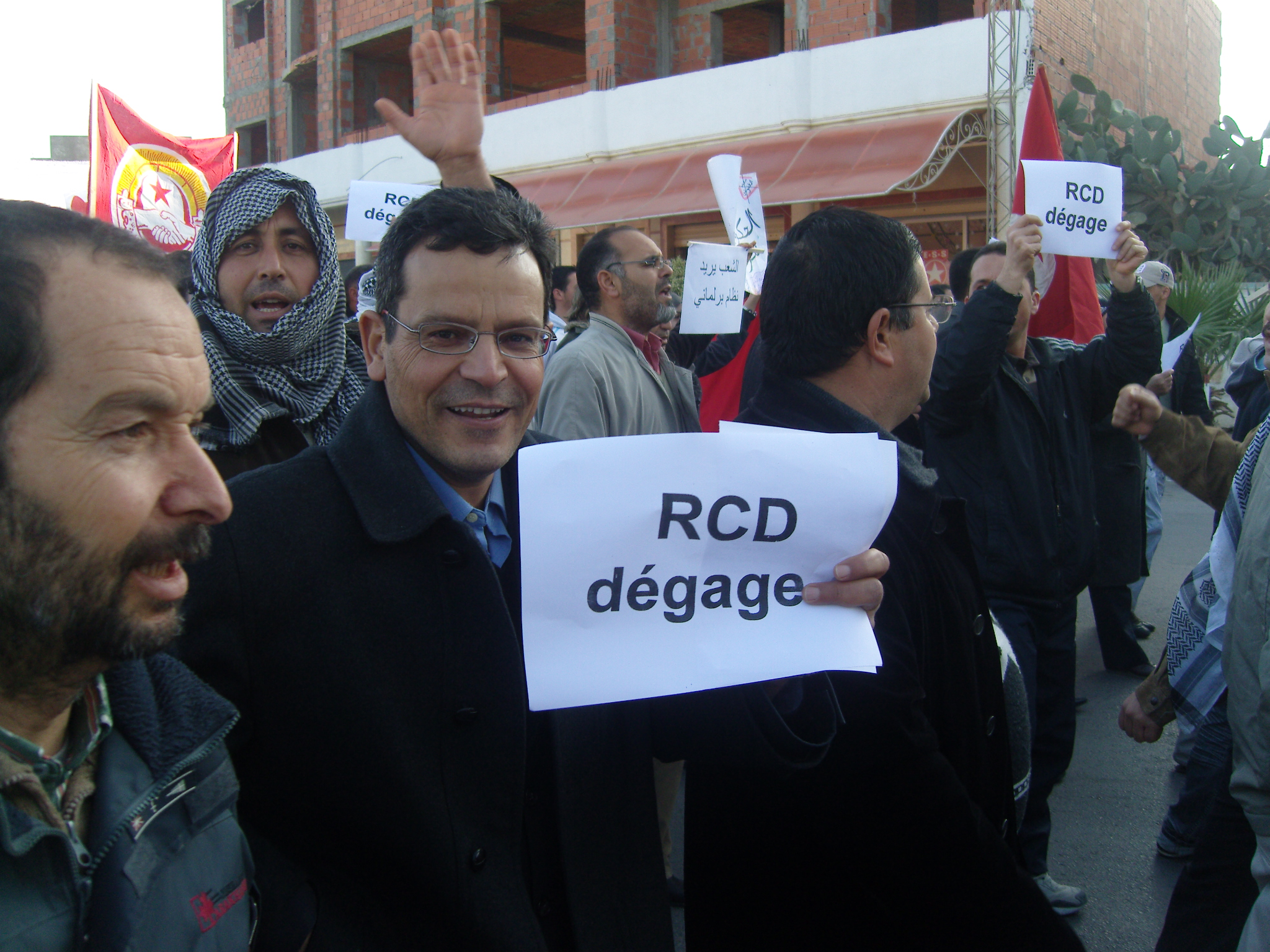
여당인 RCD 축출을 요구하는 시민들

임시 대통령 메바자, 총리인 간누시를 비롯하여 집권 여당인 RCD 인사와 전 정권의 멤버가 그대로 유임된 경우가 많아 과도 정부 수립 이후에도 그들의 완전 배제를 요구하는 시위가 계속되었다.
또한 소요 사태도 일부 계속되고 있고, 감옥에서 탈출도 일어나고 있다고 보도되었다. 이전 대통령 경호대를 비롯한 전 대통령 지지파와 군 특수부대 사이에 산발적인 충돌이 일어나고 있으며, 취재 중에 보안군이 쏜 최루탄을 맞고 프랑스인 사진사가 1월 18일 사망했으며, 해외 저널리스트로서는 첫 희생자가 되었다. 과도 정부 출범 후 1월 17일 이후 시위와 총격전은 그치지 않고 17일까지 사망자는 78명에 달했다.

### 경제에 미치는 영향
튀니지의 해변과 카르타고의 유적 등 관광 명소가 있으며, 일본과 유럽 등 관광객도 많고, 튀니지도 관광은 중요한 산업으로, 치안 악화는 이들이 얻는 소득에 영향을 미칠 수 있다. 실제로 1월 14일에는 영국 여행사 대기업 토마스 쿡 그룹은 관광객 1,800명을 튀니지를 피하고, 향후 투어 일부 중지시켰다.
또한 태양광 발전 등에 관한 계획 및 공동 사업을 일본이나 유럽과 진행하고 있으며, 특히 일본 정부는 바로 2010년 12월 수도 튀니스에서 열린 일본 아랍 경제 포럼에서 태양열 발전에 관한 공동 프로젝트를 시작하여 튀니지 정부와 합의하고 있었다. 따라서 앞으로의 치안 정세가 예의 주시하고 있다.
또한 재스민 혁명의 영향은 리비아 등 아랍 산유국에도 영향을 미치고 있기 때문에 원유 가격 상승 등의 영향도 발생하고 있다.

### 각국에 미치는 영향
강권 국가가 많은 중동, 아프리카 국가에서도 튀니지의 반정부 혁명이 번져나갔다. 이집트, 알제리, 모리타니 같은 일부 국가에서는 튀니지를 따라 분신자살을 기도하는 사람이 잇따르고 있다. 튀니지에 인접하고 있는 아랍 국가인 리비아에서도 카다피 독재 정권에 대한 리비아 인민들은 반기를 들고 있으며, 카다피는 차드와 나이지리아와 에리트리아 등 아프리카 용병을 이용하여 무력을 진압을 시도하여 유혈 사태에 빠져있다.
에너지 수입의 20% 이상을 리비아에 의존하며 카다피 정권과 돈독한 관계를 유지해온 이탈리아에 벤 알리 정권 붕괴 이후 5000명의 난민(불법 입국자)이 이탈리아 남부의 시칠리아 주 람페투사섬에 유입되었다. 급격한 난민 유입으로 수용 시설이 부족해 부득이 외부로 보내지는 경우가 생기게 되었고, 이에 따라 이탈리아 정부는 비상사태를 선포했다.
또한 아랍 국가는 아니지만, 공산당 일당 독재체제가 지속되고 있는 중국에서도, 재스민 혁명의 영향으로 중국 각지에서 반정부 시위의 조짐이 보이고 있다.
---

## 각 국의 반응
- 유엔 - 반기문 사무총장은 상황을 주시하면서, 평화적 해결을 요구.
- 유럽 연합 - 대통령 선거에 감시단 파견을 검토 중이라고,[14] 유럽의회가 성명서를 발표하였다.[15]
- 미국 - 오바마 대통령은 튀니지 국민의 용기를 칭찬하고 공정한 선거 실시를 요구하는 성명을 발표하였다.[16]
- 중국 - 외교부 대변인은 빠른 사회 안정 회복을 희망한다는 담화를 발표했다.[17]
- 러시아 - 외무부는 혁명에 대해 우려를 표명했다. 초기 상태의 정상화를 요청하고, 민주적인 대화와 헌법의 테두리 내에서 평화 재건이 과제라는 성명을 발표하였다.[18]
- 프랑스 - 벤 알리의 망명 요청을 거부한 프랑스 사르코지 대통령은, 민주적인 의사를 지지하는 성명을 발표했다.
- 이집트 - 외무부는 튀니지 국민의 의사를 존중하는 성명을 발표하였다.
- 리비아 - 리비아의 최고 지도자 무아마르 카다피는 "시위는 범죄 조직의 소행", "국가와 대통령, 정부, 의회를 바꾸기 위하여 이러한 희생은 필요 없다.", "튀니지 국민은 만회할 수 없는 큰 손실을 입었다. 벤 알리는 2014년에 퇴임한다고 했는데 왜 기다릴 수없는가?", "튀니지 국가 정신을 회복하고, 상처를 치유하기를 바란다 "고 국영 TV를 통해 발언하면서, 일련의 움직임을 비난했다. 사우디아라비아로 망명했던 벤 알리를 "지금도 합법적인 대통령이다"라고 옹호하고 있다.[19][20]
- 이란 - 마무드 아마디네자드 대통령은 "튀니지 사람들은 이슬람의 법과 규칙의 확립을 바라고있다" 와 이란 혁명 같은 이슬람 국가화를 시사했다.[21]
- 일본 - 외무성은 사태를 주시하고, 국내 정세의 안정화를 향한 움직임을 요구하는 담화를 발표했다.[22]